# Peloneustes
A Peloneustes a hüllők (Reptilia vagy Sauropsida) osztályának a plezioszauruszok (Plesiosauria) rendjébe, ezen belül a plioszaurusz-félék (Pliosauridae) családjába tartozó fosszilis nem.
Nevének jelentése: „sárban úszó”.

## Előfordulása
Az állat a középső jura korszakban élt, körülbelül 164,7-161,2 millió évvel ezelőtt. Maradványait Franciaországban, Németországban és az Egyesült Királyságban fedezték fel. Ebből a nemből eddig csak egy faj került elő, a Peloneustes philarchus Seeley, 1869.

## Megjelenése

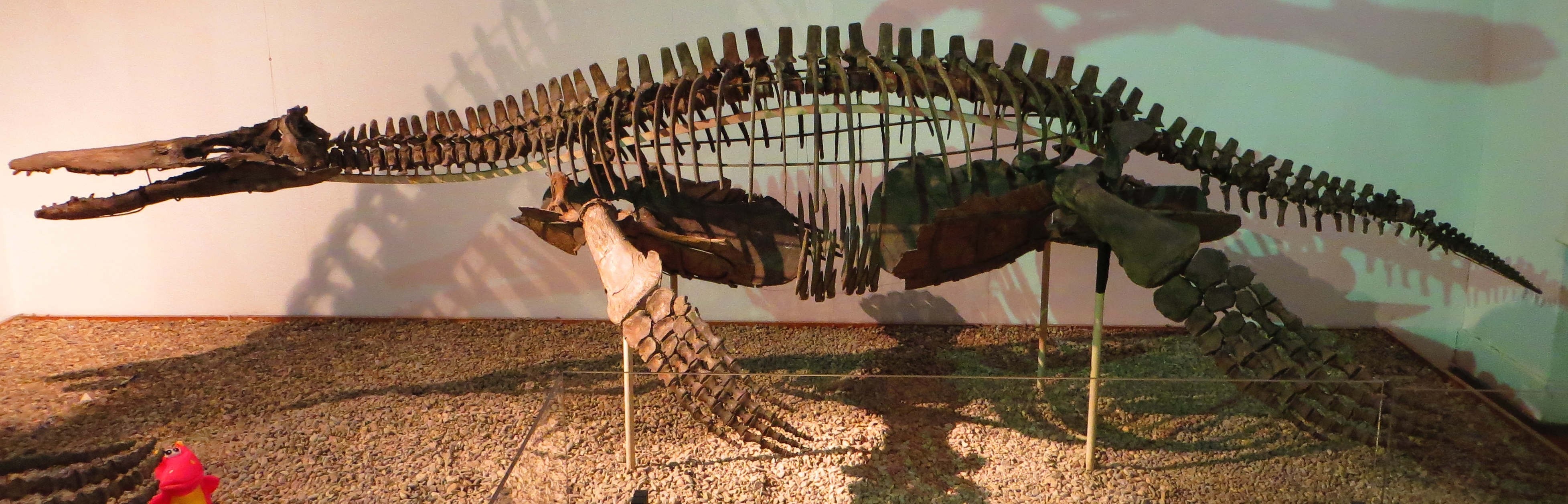
Az állat csontváza egy tübingeni múzeumban

A mindössze 3 méteres hosszával, a Peloneustes családjának egyik legkisebb képviselője volt. Plioszauruszként a rövid nyakú plezioszauruszok közé tartozott. Az ismeretterjesztő filmekben, gyakran ugyanabba a vízbe helyezik, amelybe a rokon Liopleurodont is, valószínűleg ezzel „felnagyítva” az utóbbit.
Az áramvonalas testének köszönhetően gyors úszásra volt képes, így elkaphatta a gyors belemniteszeket. A hosszú állkapcsában csak kevés tompa fog ült, ami azt jelenti, hogy az ammoniteszek erős házának a feltöréséhez alkalmazkodott.

## Fordítás
Ez a szócikk részben vagy egészben  a   Peloneustes című angol Wikipédia-szócikk ezen változatának fordításán alapul.  Az eredeti cikk szerkesztőit annak laptörténete sorolja fel. Ez a jelzés csupán a megfogalmazás eredetét és a szerzői jogokat jelzi, nem szolgál a cikkben szereplő információk forrásmegjelöléseként.